# شيرمان أغسطس
شيرمان أغسطس، هو لاعب كرة قدم أمريكية وممثل أمريكي، ولد في 10 يناير 1959 في الولايات المتحدة.

## أعمال

### أفلام
- (1995) رامبيلستيلتسكين
- (2001) المكسيكي[4]

## وصلات خارجية
- شيرمان أغسطس على موقع IMDb (الإنجليزية)
- شيرمان أغسطس على موقع قاعدة بيانات الفيلم (الإنجليزية)